# متحف أنو

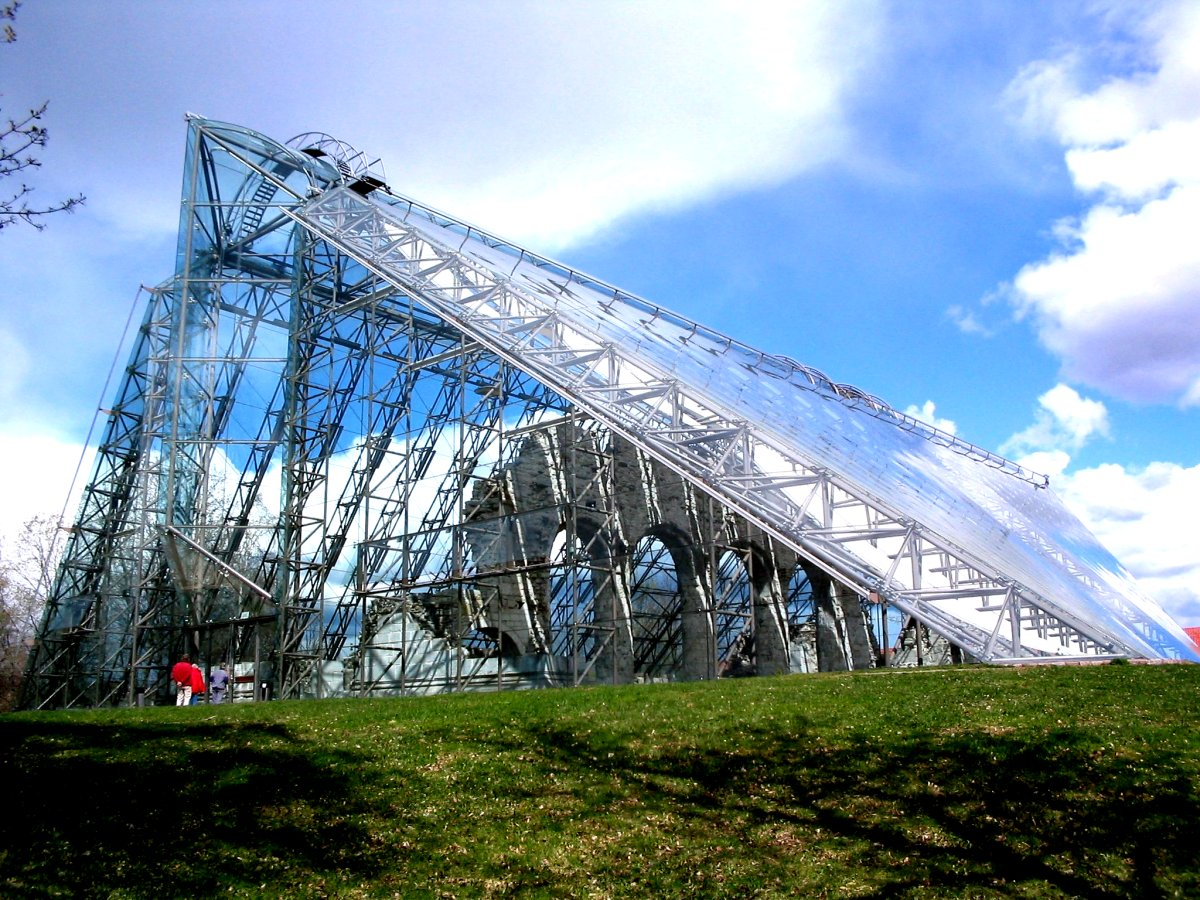
بقايا الكنيسة

متحف أنو (متحف Hylmarks fylkesmuseum سابقًا) يقع في هامر، النرويج هو متحف إقليمي لبلديات ستانغ، هامر في وسط شرق النرويج. ويشمل أطلال الكاتدرائية في القرون الوسطى المذكورة في الكتاب التاريخي كريستين لافرانسداتر لسيغريد أوندست الأدبي الرائع .
يتألف المتحف من حدائق الكاتدرائية والمتحف الشعبي وحديقة الأعشاب النشطة التي تتميز بالنباتات المستخدمة للتداوي في العصور الوسطى. بالإضافة إلى ذلك، يضم المتحف واحدة من أكبر مجموعات التصوير الفوتوغرافي في النرويج، والتي تغطي منطقة هدماركا بأكملها منذ اندراج التصوير الفوتوغرافي لأول مرة.
يحتوي أيضًا ستورهامرلافين على متحف حديث ومميز يعود تاريخه إلى القرن السابع عشر. تم إعادة تصميمه من قبل المهندس المعماري سفيري فيهن وافتتح في عام 1974. توجد أطلال الكاتدرائية تحت هيكل زجاجي صممته مجموعة لند اند سلاتو للعمارة وتم الانتهاء منه في عام 1998.

## عوامل الجذب

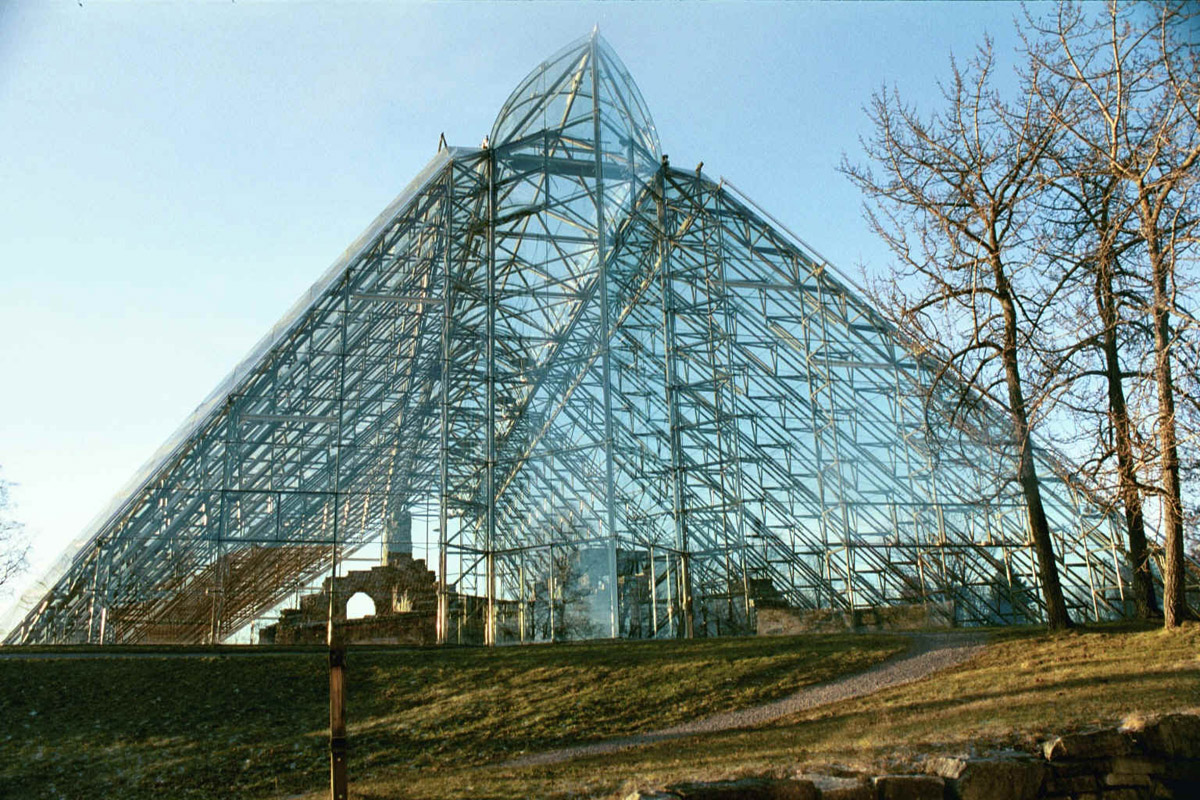

هناك العديد من الجوانب الجديرة بالملاحظة في المتحف:
- يشمل أنقاض كاتدرائية في العصور الوسطى وكذلك بقايا دير الأسقف. بنيت الكاتدرائية في الأصل من الحجر الجيري محليًا في العمارة الرومانية، على الرغم من أن الإضافات اللاحقة كانت من العمارة القوطية. الأقواس المميزة في أطلال الكاتدرائية مغطاة بهيكل من الصلب والزجاج الذي صممته مجموعة لند اند سلاتو للعمارة وترعاه الحكومة النرويجية.[4] لم يتم فصل الكاتدرائية أبداً، ولا تزال تحت السلطة الدينية للكنيسة الكاثوليكية الرومانية - حيث لا يمكن إجراء حفلات الزفاف هناك إلا بإذن من الكنيسة.

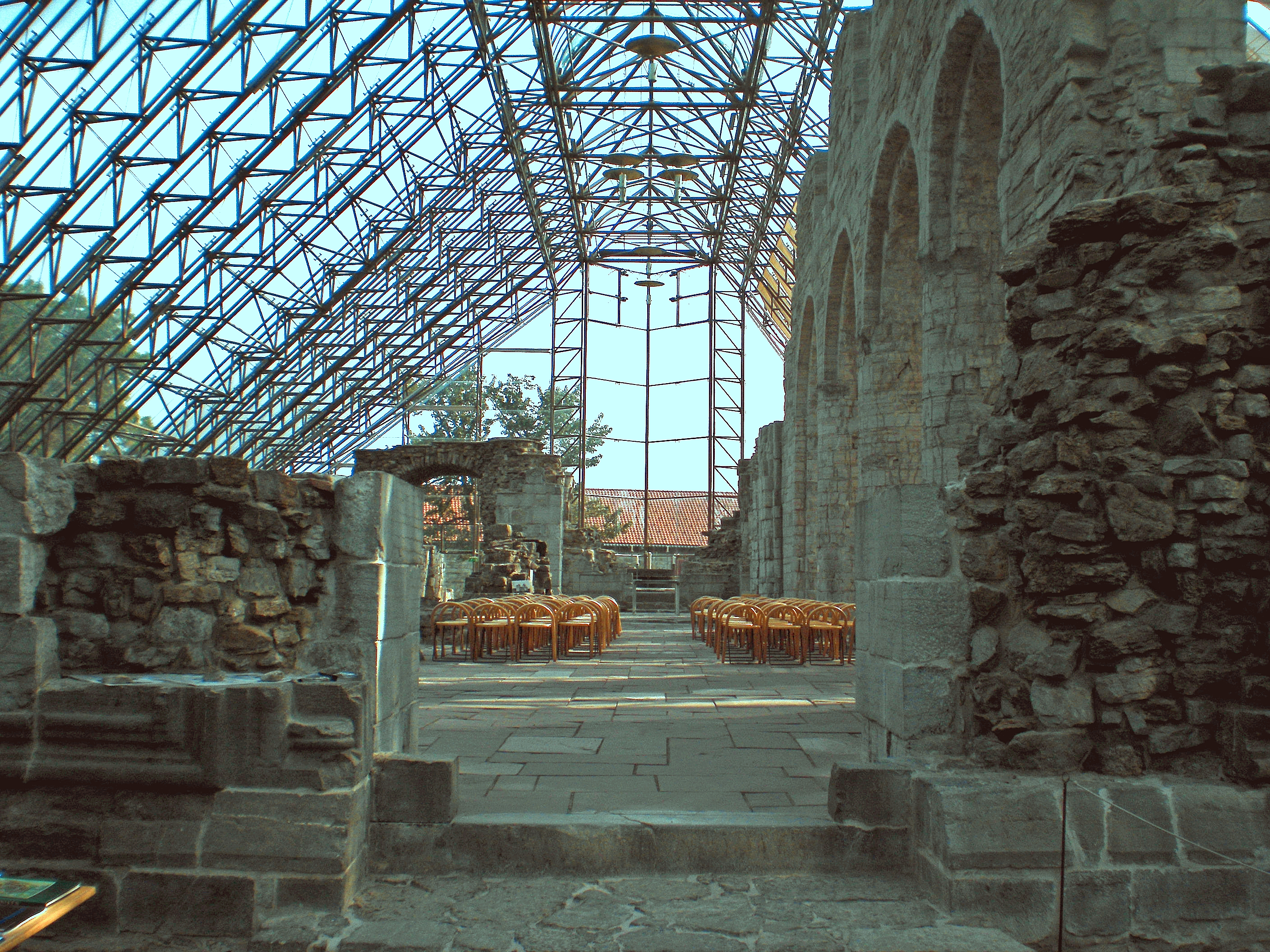
الجانب الأيمن من بقايا الكاتدرائية في هامر

- يوفر متحفها الإثنولوجي فكرة جيدة عن الكيفية التي عاش بها الناس في المنطقة من القرن السادس عشر حتى أوائل القرن العشرين. ويشمل المباني والساحات التي تم جمعها من جميع أنحاء منطقة هدماركا، والتي تم استعادة العديد منها لمظهرها الأصلي. من بين المباني الأخرى الجديرة بالملاحظة، تتضمن المجموعة أحد أرقى المنازل السكنية في القرن التاسع عشر من المنطقة.[5] إنه موقع أثري نشط، ويمكن للزوار رؤية حالة الحفر في أي وقت. معظم أجزاء المدينة من العصور الوسطى لم يتم تنقيبها بعد، ولكن يمكن للزوار زيارة الموقع خارج حدود المتحف.

- تم تصميم ستورهامرلافين من قبل المهندس سفيري فيهن من الخرسانة والخشب والزجاج على النقيض من حجر أطلال القرون الوسطى. كان في الأصل حظيرة بنيت بجانب الأطلال في القرن السابع عشر لمزرعة ستورهامر. سعى المهندس المعماري إلى إبراز الهيكل الأصلي للقرون الوسطى ومبنى المزرعة الأحدث. فاز تصميمه بجائزة بيتونجتافلين المعمارية في عام 1976. توفر المنحدرات وسائل لمشاهدة المتحف من أعلى.[6][7]

- يقع في منطقة ترفيهية جميلة على طول بحيرة ميوسا. المنطقة الترفيهية مفتوحة للجمهور وتحتوي على منطقة للسباحة وممرات من الحصى ومروج عشبية وشاطئ طويل.[8][9]

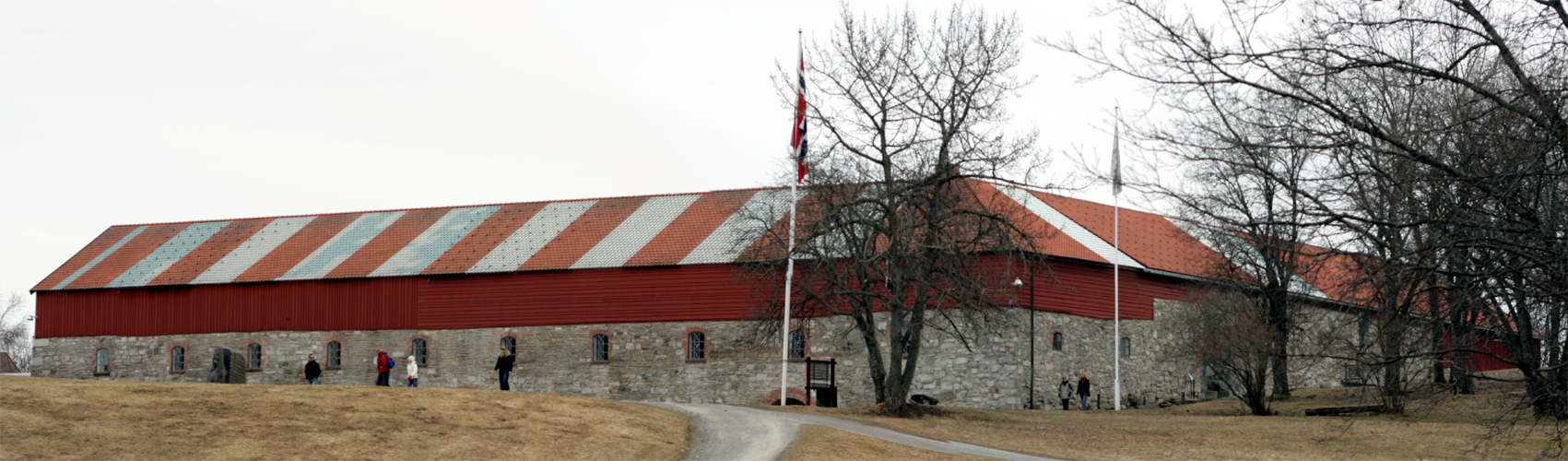
ستورهامرلافين